# Princípio da equivalência
O Princípio da Equivalência de Einstein afirma que a aceleração de um dado referencial mimetiza-se neste referencial como a ação de um campo gravitacional uniforme de igual valor e sentido contrário (ou vice-versa). O fenômeno havia há muito tempo sido reconhecido na física newtoniana, fazendo-se presente entre outros junto às chamadas forças inerciais; contudo coube a Einstein reconhecê-lo como um princípio intrínseco à natureza e não como uma mera coincidência ou curiosidade matemática.

## Descrição

Ilustração do princípio da equivalência: o observador, ao realizar o experimento de soltar e observar o movimento de uma bola, é incapaz de discernir, baseando-se apenas nos resultados do experimento, entre as duas situações apresentadas.

O Princípio da Equivalência afirma que não há experimento local que permita ao seu observador discernir entre o caso no qual este experimento é realizado em uma região onde há um campo de gravidade  {\displaystyle {\vec {g}}} conhecido, constituindo o observador (referencial) neste caso, apesar de imerso neste mesmo campo, um referencial inercial - não acelerado, portanto - e o caso em que o experimento é realizado em uma região completamente isenta de campos gravitacionais, mas com o observador, neste caso, acelerado por uma força {\displaystyle {\vec {F}}} adequada, que imponha ao mesmo uma aceleração de módulo igual mas de sentido contrário ao da aceleração {\displaystyle {\vec {g}}} gerada no primeiro caso pelo campo de gravidade.
As duas situações envolvidas no Princípio da Equivalência de Einstein podem ser melhor compreendidas através da figura ao lado. Nela, o menino faz o papel do observador (referencial) e o experimento consiste em soltar-se a bola no espaço. A porção superior da figura representa uma situação típica aqui na Terra, a primeira antes descrita, ao passo que a porção inferior refere-se à segunda situação descrita. Repare que em ambas as situações há uma força normal (de contato) sobre o observador cujo módulo iguala-se a seu peso no primeiro caso, sendo esta exercida sobre ele ou pelo solo (1º caso) ou pelo piso da nave (2º caso), e que em ambos os casos ele observa a bola "cair" com acelerações idênticas.

## Implicações
O princípio da equivalência permite, ainda atendo-se à ideia de referencial inercial proposta por Isaac Newton, a "conversão" de um referencial não inercial (vide figura, porção inferior) em um referencial inercial (vide figura, porção superior), bastando para tal a introdução de um "campo de gravidade" adequado.
O princípio da equivalência é um passo fundamental para se estabelecer, na teoria da gravitação de Einstein, a covariância geral das leis físicas, visto que, segundo este princípio, um observador (referencial), dada a impossibilidade deste discernir entre ser ou não ser inercial, torna-se equivalente a todos os outros, e não só aos ditos "referenciais inerciais", ou aos ditos "não inerciais", como ocorre na mecânica clássica. É a pedra fundamental que levou Albert Einstein ao desenvolvimento da relatividade geral.
Eu estava sentado em uma cadeira no escritório de patentes, em Berna, quando de repente ocorreu-me um pensamento: se uma pessoa cair livremente, ela não sentirá seu próprio peso. Eu estava atônito. Este simples pensamento impressionou-me profundamente. Ele me impeliu para uma teoria da gravitação.
Albert Einstein
O princípio da equivalência fornece a explicação teórica para a igualdade entre as massas, há muito empiricamente observada e relatada, contudo não satisfatoriamente explicada, no âmbito da mecânica newtoniana.
Uma outra consequência direta do princípio da equivalência refere-se ao fato de a luz encontrar-se sujeita aos efeitos gravitacionais; fato não previsto pela gravitação clássica dado o fóton não possuir massa de repouso. Assim, se no âmbito da relatividade especial a velocidade da luz era sempre a mesma para todos os referenciais (inerciais), no âmbito da relatividade geral a velocidade da luz não é mais um absoluto universal. O desvio da luz em um campo gravitacional foi confirmado através de desvios nas posições de certas estrelas observadas pela equipe da Royal Astronomical Society lideradas por Andrew Crommelin durante o eclipse solar de 29 de maio de 1919, em Sobral, no Ceará (Brasil).

## Equivalência entre massa inercial e massa gravitacional
A correta compreensão deste princípio exige o conhecimento prévio das definições, bem distintas diga-se de passagem, das duas massas em questão, mas enunciá-lo não exige muito esforço. O princípio da equivalência entre massa inercial e massa gravitacional afirma basicamente que:
- " dentro do âmbito da mecânica clássica, onde a priori são definidos de formas distintas, os conceitos de massa inercial e massa gravitacional são equivalentes. " 
Talvez a mais forte evidência a favor da veracidade desta afirmação, e por tal do princípio da equivalência, encontre-se em um fato inicialmente observado por Galileu Galilei: uma vez estabelecido um local onde haja um campo gravitacional conhecido, verifica-se experimentalmente que todos os objetos caem, quaisquer que sejam, quando soltos em queda livre a partir de um mesmo ponto, exatamente com a mesma aceleração. Vale lembrar que queda livre pressupõe a inexistência de atrito.
Se houvesse realmente alguma diferença entre massa gravitacional e massa inercial, um corpo que, a exemplo, apresentasse massa inercial razoavelmente maior do que sua massa gravitacional deveria, em seu processo de queda, apresentar uma aceleração mensuravelmente menor do que a que se observaria em um corpo no qual a massa gravitacional mostrasse-se maior que sua massa inercial.
O princípio da equivalência de Einstein mostra-se intimamente relacionado ao princípio da equivalência entre as massas inercial e gravitacional (a ponto de se confundir com ele), pois sua validade decorre da, e exige a, igualdade entre essas duas massas. Nesse aspecto, a igualdade entre as massas é meramente uma consequência do princípio.